# مدار ۵۰ درجه شمالی
مدار ۵۰ درجه شمالی، دایره‌ای از عرض جغرافیایی است که در ۵۰ درجهٔ شمالی خط استوا  قرار دارد.

## گذر از مناطق
از نصف‌النهار مبدأ شروع می‌شود و به سمت مشرق ۵۰ درجه شمالی از موارد زیر گذر می‌کند:
| مختصات‌ها                                             | کشور، قلمرو یا دریا | توضیحات |
| ---------------------------------------------------- | ------------------- | --- |
| ۵۰°۰′ شمالی ۰°۰′ شرقی / ۵۰٫۰۰۰°شمالی ۰٫۰۰۰°شرقی      | کانال مانش          | |
| ۵۰°۰′ شمالی ۱°۱۵′ شرقی / ۵۰٫۰۰۰°شمالی ۱٫۲۵۰°شرقی     | فرانسه              | نرماندی علیا پیکاردی نور پادوکاله                                                                                           |
| ۵۰°۰′ شمالی ۴°۱۰′ شرقی / ۵۰٫۰۰۰°شمالی ۴٫۱۶۷°شرقی     | بلژیک               | والونی |
| ۵۰°۰′ شمالی ۴°۴۰′ شرقی / ۵۰٫۰۰۰°شمالی ۴٫۶۶۷°شرقی     | فرانسه              | شامپانی آردن - حدود 10 km                                                                                                   |
| ۵۰°۰′ شمالی ۴°۴۹′ شرقی / ۵۰٫۰۰۰°شمالی ۴٫۸۱۷°شرقی     | بلژیک               | والونی |
| ۵۰°۰′ شمالی ۵°۴۹′ شرقی / ۵۰٫۰۰۰°شمالی ۵٫۸۱۷°شرقی     | لوکزامبورگ          | Diekirch District |
| ۵۰°۰′ شمالی ۶°۹′ شرقی / ۵۰٫۰۰۰°شمالی ۶٫۱۵۰°شرقی      | آلمان               | راینلاند-فالتز هسن راینلاند-فالتز - passing through ماینتس city centre هسن بایرن                                            |
| ۵۰°۰′ شمالی ۱۲°۲۶′ شرقی / ۵۰٫۰۰۰°شمالی ۱۲٫۴۳۳°شرقی   | جمهوری چک           | Passing through southern parts of پراگ                                                                                      |
| ۵۰°۰′ شمالی ۱۷°۴۹′ شرقی / ۵۰٫۰۰۰°شمالی ۱۷٫۸۱۷°شرقی   | لهستان              | حدود 11 km |
| ۵۰°۰′ شمالی ۱۷°۵۸′ شرقی / ۵۰٫۰۰۰°شمالی ۱۷٫۹۶۷°شرقی   | جمهوری چک           | حدود 10 km |
| ۵۰°۰′ شمالی ۱۸°۷′ شرقی / ۵۰٫۰۰۰°شمالی ۱۸٫۱۱۷°شرقی    | لهستان              | گذرکردن از جنوب کراکوف |
| ۵۰°۰′ شمالی ۲۳°۱۰′ شرقی / ۵۰٫۰۰۰°شمالی ۲۳٫۱۶۷°شرقی   | اوکراین             | استان لووف استان ترنوپیل استان خملنیتسکی استان ژیتومیر استان کیف استان چرکاسی استان پولتاوا خارکوف - passing through خارکوف |
| ۵۰°۰′ شمالی ۳۷°۵۷′ شرقی / ۵۰٫۰۰۰°شمالی ۳۷٫۹۵۰°شرقی   | روسیه               | استان بلگورود - حدود 18 km                                                                                                  |
| ۵۰°۰′ شمالی ۳۸°۱۲′ شرقی / ۵۰٫۰۰۰°شمالی ۳۸٫۲۰۰°شرقی   | اوکراین             | استان لوهانسک - حدود 12 km                                                                                                  |
| ۵۰°۰′ شمالی ۳۸°۲۲′ شرقی / ۵۰٫۰۰۰°شمالی ۳۸٫۳۶۷°شرقی   | روسیه               | استان بلگورود استان ورونژ استان روستوف استان ولگوگراد                                                                       |
| ۵۰°۰′ شمالی ۴۷°۱۵′ شرقی / ۵۰٫۰۰۰°شمالی ۴۷٫۲۵۰°شرقی   | قزاقستان            | استان قزاقستان غربی |
| ۵۰°۰′ شمالی ۴۸°۸′ شرقی / ۵۰٫۰۰۰°شمالی ۴۸٫۱۳۳°شرقی    | روسیه               | استان ساراتوف |
| ۵۰°۰′ شمالی ۴۸°۵۱′ شرقی / ۵۰٫۰۰۰°شمالی ۴۸٫۸۵۰°شرقی   | قزاقستان            | استان قزاقستان غربی استان اکتوب استان قوستانای استان قراغندی استان قزاقستان شرقی                                            |
| ۵۰°۰′ شمالی ۸۵°۲′ شرقی / ۵۰٫۰۰۰°شمالی ۸۵٫۰۳۳°شرقی    | روسیه               | جمهوری آلتایی تووا |
| ۵۰°۰′ شمالی ۸۹°۵۸′ شرقی / ۵۰٫۰۰۰°شمالی ۸۹٫۹۶۷°شرقی   | مغولستان            | |
| ۵۰°۰′ شمالی ۹۵°۱′ شرقی / ۵۰٫۰۰۰°شمالی ۹۵٫۰۱۷°شرقی    | روسیه               | تووا |
| ۵۰°۰′ شمالی ۹۵°۴۵′ شرقی / ۵۰٫۰۰۰°شمالی ۹۵٫۷۵۰°شرقی   | مغولستان            | حدود 11 km |
| ۵۰°۰′ شمالی ۹۵°۵۵′ شرقی / ۵۰٫۰۰۰°شمالی ۹۵٫۹۱۷°شرقی   | روسیه               | تووا - حدود 7 km |
| ۵۰°۰′ شمالی ۹۶°۲′ شرقی / ۵۰٫۰۰۰°شمالی ۹۶٫۰۳۳°شرقی    | مغولستان            | حدود 11 km |
| ۵۰°۰′ شمالی ۹۶°۱۰′ شرقی / ۵۰٫۰۰۰°شمالی ۹۶٫۱۶۷°شرقی   | روسیه               | تووا |
| ۵۰°۰′ شمالی ۹۷°۵۵′ شرقی / ۵۰٫۰۰۰°شمالی ۹۷٫۹۱۷°شرقی   | مغولستان            | |
| ۵۰°۰′ شمالی ۱۰۷°۱۳′ شرقی / ۵۰٫۰۰۰°شمالی ۱۰۷٫۲۱۷°شرقی | روسیه               | بوریاتیا - حدود 5 km |
| ۵۰°۰′ شمالی ۱۰۷°۱۸′ شرقی / ۵۰٫۰۰۰°شمالی ۱۰۷٫۳۰۰°شرقی | مغولستان            | حدود 3 km |
| ۵۰°۰′ شمالی ۱۰۷°۲۰′ شرقی / ۵۰٫۰۰۰°شمالی ۱۰۷٫۳۳۳°شرقی | روسیه               | بوریاتیا سرزمین زابایکالسکی                                                                                                 |
| ۵۰°۰′ شمالی ۱۱۳°۳۴′ شرقی / ۵۰٫۰۰۰°شمالی ۱۱۳٫۵۶۷°شرقی | مغولستان            | |
| ۵۰°۰′ شمالی ۱۱۵°۱۲′ شرقی / ۵۰٫۰۰۰°شمالی ۱۱۵٫۲۰۰°شرقی | روسیه               | سرزمین زابایکالسکی |
| ۵۰°۰′ شمالی ۱۱۶°۱′ شرقی / ۵۰٫۰۰۰°شمالی ۱۱۶٫۰۱۷°شرقی  | مغولستان            | |
| ۵۰°۰′ شمالی ۱۱۶°۲۰′ شرقی / ۵۰٫۰۰۰°شمالی ۱۱۶٫۳۳۳°شرقی | روسیه               | سرزمین زابایکالسکی |
| ۵۰°۰′ شمالی ۱۱۹°۶′ شرقی / ۵۰٫۰۰۰°شمالی ۱۱۹٫۱۰۰°شرقی  | چین                 | مغولستان داخلی هیلونگ‌جیانگ                                                                                                  |
| ۵۰°۰′ شمالی ۱۲۷°۲۹′ شرقی / ۵۰٫۰۰۰°شمالی ۱۲۷٫۴۸۳°شرقی | روسیه               | استان آمور سرزمین خاباروفسک                                                                                                 |
| ۵۰°۰′ شمالی ۱۴۰°۳۰′ شرقی / ۵۰٫۰۰۰°شمالی ۱۴۰٫۵۰۰°شرقی | تنگه تاتار          | |
| ۵۰°۰′ شمالی ۱۴۲°۹′ شرقی / ۵۰٫۰۰۰°شمالی ۱۴۲٫۱۵۰°شرقی  | روسیه               | ساخالین - جزیرهٔ ساخالین |
| ۵۰°۰′ شمالی ۱۴۳°۵۹′ شرقی / ۵۰٫۰۰۰°شمالی ۱۴۳٫۹۸۳°شرقی | دریای اختسک         | |
| ۵۰°۰′ شمالی ۱۵۵°۲۳′ شرقی / ۵۰٫۰۰۰°شمالی ۱۵۵٫۳۸۳°شرقی | روسیه               | ساخالین - جزیرهٔ Paramushir                                                                                                  |
| ۵۰°۰′ شمالی ۱۵۵°۲۴′ شرقی / ۵۰٫۰۰۰°شمالی ۱۵۵٫۴۰۰°شرقی | اقیانوس آرام        | |
| ۵۰°۰′ شمالی ۱۲۷°۱۹′ غربی / ۵۰٫۰۰۰°شمالی ۱۲۷٫۳۱۷°غربی | کانادا              | بریتیش کلمبیا - جزیره ونکوور and mainland آلبرتا ساسکاچوان مانیتوبا - گذرکردن از شمال وینیپگ انتاریو کبک                    |
| ۵۰°۰′ شمالی ۶۶°۵۴′ غربی / ۵۰٫۰۰۰°شمالی ۶۶٫۹۰۰°غربی   | خلیج سنت لورنس      | گذرکردن از شمال جزیره آنتیکاستی, کبک, کانادا                                                                                |
| ۵۰°۰′ شمالی ۵۷°۴۵′ غربی / ۵۰٫۰۰۰°شمالی ۵۷٫۷۵۰°غربی   | کانادا              | نیوفاندلند و لابرادور - جزیرهٔ نیوفاندلند (جزیره)                                                                            |
| ۵۰°۰′ شمالی ۵۶°۴۶′ غربی / ۵۰٫۰۰۰°شمالی ۵۶٫۷۶۷°غربی   | White Bay           | |
| ۵۰°۰′ شمالی ۵۶°۲۱′ غربی / ۵۰٫۰۰۰°شمالی ۵۶٫۳۵۰°غربی   | کانادا              | نیوفاندلند و لابرادور - جزیرهٔ نیوفاندلند (جزیره)                                                                            |
| ۵۰°۰′ شمالی ۵۵°۵۲′ غربی / ۵۰٫۰۰۰°شمالی ۵۵٫۸۶۷°غربی   | اقیانوس اطلس        | Confusion Bay |
| ۵۰°۰′ شمالی ۵۵°۳۳′ غربی / ۵۰٫۰۰۰°شمالی ۵۵٫۵۵۰°غربی   | کانادا              | نیوفاندلند و لابرادور - جزیرهٔ نیوفاندلند (جزیره)                                                                            |
| ۵۰°۰′ شمالی ۵۵°۳۱′ غربی / ۵۰٫۰۰۰°شمالی ۵۵٫۵۱۷°غربی   | اقیانوس اطلس        | گذرکردن از شمال مجمع‌الجزایر سیلی, انگلستان, بریتانیا                                                                        |
| ۵۰°۰′ شمالی ۵°۱۶′ غربی / ۵۰٫۰۰۰°شمالی ۵٫۲۶۷°غربی     | بریتانیا            | انگلستان - Lizard Peninsula, کورن‌وال                                                                                        |
| ۵۰°۰′ شمالی ۵°۱۰′ غربی / ۵۰٫۰۰۰°شمالی ۵٫۱۶۷°غربی     | کانال مانش          | |